# Super Bowl XX
Super Bowl XX był dwudziestym finałem o mistrzostwo NFL w zawodowym futbolu amerykańskim, rozegranym 26 stycznia 1986 roku, na stadionie Louisiana Superdome, w Nowym Orleanie, w stanie Luizjana.
Mistrz konferencji NFC, drużyna Chicago Bears, pokonał mistrza konferencji AFC, drużynę New England Patriots, uzyskując wynik 46-12. Był to pierwszy triumf tej drużyny w Super Bowl.
Za faworytów spotkania uważana była drużyna z Chicago.
Amerykański hymn państwowy przed meczem wykonał Wynton Marsalis. W przerwie meczu został zaprezentowane widowisko "Beat of the Future", wykonane przez Up with People.
Tytuł MVP finałów zdobył Richard Dent, Defensive end zespołu Bears.

## Ustawienia początkowe
| Chicago         | Pozycja | Pozycja | New England      |
| --------------- | ------- | ------- | ---------------- |
| Ofensywa        |         |         |                  |
| Willie Gault    | WR      | WR      | Irving Fryar     |
| Jim Covert      | LT      | LT      | Brian Holloway   |
| Mark Bortz      | LG      | LG      | John Hannah      |
| Jay Hilgenberg  | C       | C       | Pete Brock       |
| Tom Thayer      | RG      | RG      | Ron Wooten       |
| Keith Van Horne | RT      | RT      | Steve Moore      |
| Emery Moorehead | TE      | TE      | Lin Dawson       |
| Dennis McKinnon | WR      | WR      | Stanley Morgan   |
| Jim McMahon     | QB      | QB      | Tony Eason       |
| Walter Payton   | RB      | RB      | Craig James      |
| Matt Suhey      | FB      | FB      | Tony Collins     |
| Defensywa       |         |         |                  |
| Dan Hampton     | LDE     | LDE     | Julius Adams     |
| Steve McMichael | LDT     | NT      | Lester Williams  |
| William Perry   | RDT     | RDE     | Garin Veris      |
| Richard Dent    | LDE     | LOLB    | Andre Tippett    |
| Otis Wilson     | LOLB    | LILB    | Steve Nelson     |
| Mike Singletary | MLB     | RILB    | Larry McGrew     |
| Wilber Marshall | ROLB    | ROLB    | Don Blackmon     |
| Leslie Frazier  | LCB     | LCB     | Raymond Clayborn |
| Mike Richardson | RCB     | RCB     | Ronnie Lippett   |
| Dave Duerson    | SS      | SS      | Roland James     |
| Gary Fencik     | FS      | FS      | Fred Marion      |